# Richard Henyekane

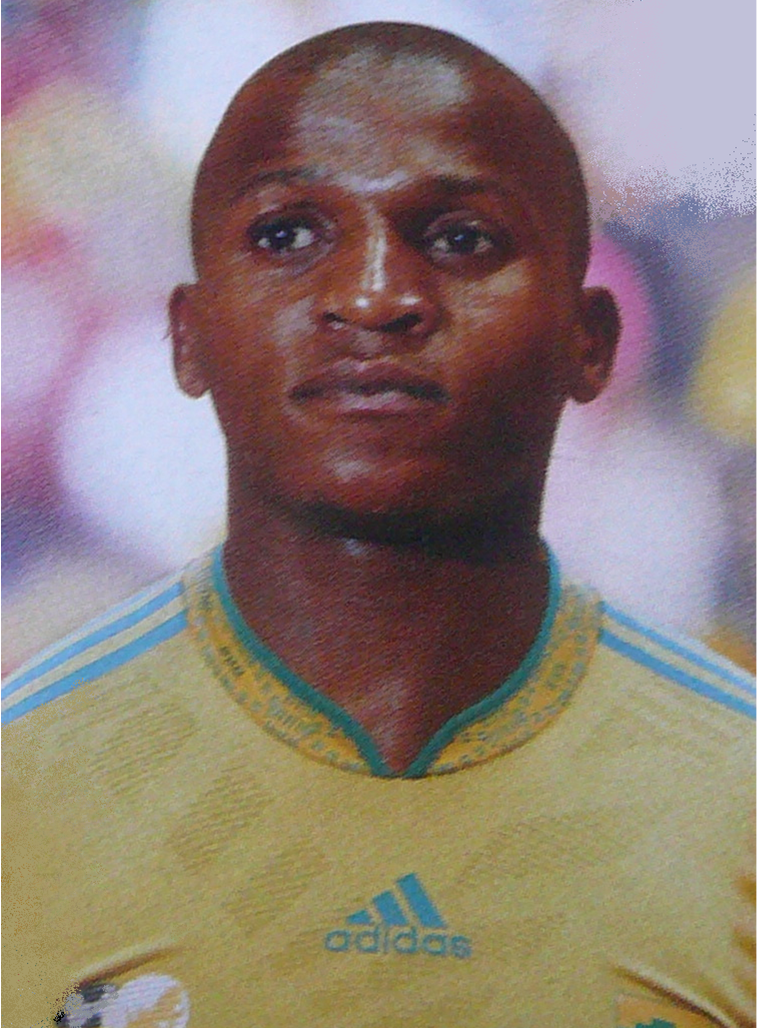
Richard Henyekane

Richard Henyekane (Kimberley, 28 de setembro de 1983 - 7 de abril de 2015) foi um futeboista sul-africano. Jogava na posição de atacante. Joga no Golden Arrows da África do Sul desde de 2004. Foi convocado para a Copa do Mundo de 2010 pela Seleção Sul-africana de Futebol.